# Werner Müller-Warmuth
Werner Müller-Warmuth (* 1. Oktober 1929 in Hamburg) ist ein deutscher Chemiker (Physikalische Chemie). Er war Professor für Physikalische Chemie und Institutsdirektor an der Universität Münster.

## Leben
Müller-Warmuth studierte Physik und Chemie und wurde 1955 an der Goethe-Universität Frankfurt am Main promoviert. Er habilitierte sich 1961 an der Universität Mainz, an der er 1967 außerordentlicher Professor wurde. Zudem war er von 1955 bis 1965 am Otto-Hahn-Institut tätig. Von 1965 bis 1973 war er am Euratom Research Center in Ispra als Abteilungsleiter und ab 1973 Professor und Direktor des Instituts für Physikalische Chemie in Münster. Von 1978 bis 1982 war er Rektor der Universität. 1995 wurde er emeritiert.
Von 1981 bis 1983 war er Präsident der nordrhein-westfälischen Landesrektorenkonferenz. Er ist Honorarprofessor an der Universität Lima in Peru (1980). Er betreute 88 Doktoranden und veröffentlichte rund 220 wissenschaftliche Arbeiten.
Er erforschte die Struktur von Flüssigkeiten, Gläsern, Interkalations-Strukturen und anderen komplexen Systemen mit verschiedenen spektroskopischen Methoden (NMR, EPR, Neutronenstreuung, Mößbauer-Spektroskopie, Doppelresonanzverfahren). Außerdem untersuchte er intermolekulare Bewegungen und Quanten-Bewegungsfreiheitsgrade in Kristallen, Gläsern und anderen ungeordneten Festkörpern. Er befasste sich auch mit nicht-invasiven NMR-Verfahren und In-vitro-Spektroskopie in der Medizin.
Er war Mitglied und Vorsitzender des Apparateausschusses der Deutschen Forschungsgemeinschaft (DFG), von 1983 bis 1993 Mitglied des Wissenschaftlich-Technischen Ausschusses des Aufsichtsrats des Forschungszentrums Jülich und im Fachbeirat des Max-Planck-Instituts für Polymerforschung in Mainz. Nach der Wende war er an der Reform der Universität Leipzig beteiligt und ab 1976 am Aufbau der Forschung an der Universität Bogota in Kolumbien. Er war 1997/98 Berater der EU für die Ausstattung von Universitäten in Palästina und setzte sich für Studenten- und Doktorandenaustausch zwischen Münster und der Jagiellonen-Universität in Krakau ein. Von 1962 bis 1965 war er Berater der türkischen Regierung und Gastprofessor an der Universität Ankara. Außerdem war er Gastwissenschaftler in Grenoble (1959), an der Rutgers University (1983) und in al-Mansura in Ägypten (1989).
Müller-Warmuth war Mitherausgeber der Zeitschrift für Naturforschung.

## Schriften
- Herausgeber mit R. Schöllhorn: Progress in intercalation research, Kluwer 1994.
- Einlagerungsverbindungen: Struktur und Dynamik von Gastmolekülen, Opladen, Westdeutscher Verlag 1985.
- Herausgeber: Magnetic resonance: proceedings of the IV. International Symposium on Magnetic Resonance in Colloid and Interface Science, Münster, Juli 1986, München: Oldenbourg 1987.